# Auguste Mangeot
Auguste Mangeot (* 1873; † 1942) war ein französischer Musikkritiker und Pianist.
Der Sohn des Klavierbauers Édouard Mangeot  schrieb ab 1889 für die Musikzeitschrift Le Monde musical, die sein Vater mit seinem Schwager Arthur Dandelot gegründet hatte und wurde später deren Leiter. Mit Alfred Cortot gründete er 1919 die École Normale de Musique de Paris.